# Шторм (Marvel Comics)
Шторм (англ. Storm, справ. ім'я Ороро Монро) ― супергероїня-мутантка з коміксів Marvel Comics. У минулому одна з Людей Ікс, що часто очолювала команду, у теперішньому часі правляча королева Ваканди, після шлюбу та розлучення з Чорною Пантерою. Шторм була створена письменником Леном Віном, і художником Дейвом Кокрамом, вперше з'являється у випуску Giant-Size X-Men # 1 в травні 1975, ставши першою чорношкірою супергероїнею-мутанткою. Довгий час Шторм була в команді Людей Ікс (з 1975 по 2005), часто всупаючи лідеркою команди. Шторм є однією з найпопулярніших Людей Ікс, часто з'являлася в багатьох коміксах, мультсеріалах, відеоіграх, а також в 5 повнометражних фільмах, де її роль виконали Геллі Беррі (Люди Ікс, Люди Ікс 2, Люди Ікс: Остання Битва, Люди Ікс: Дні минулі Майбутнього) і Олександра Шіпп (Люди Ікс: Апокаліпсис, Люди Ікс: Темний Фенікс).

## Історія
Шторм стала однією з перших темношкірих жінок-супергероїнь серед основних або другорядних персонажів двох найбільших комісксів — видавництв Marvel Comics, i DC Comics. Серед персонажів цих двох компаній її першій появі в 1975 році передували лише кілька персонажів-чоловіків. До неї було створено темношкірих супергеров: Гейб Джонс 1963, Чорна Пантера, 1966, Білл Фостер 1966, другорядний персонаж Людина Павук, Джо Робертсон 1967, його син Ренді 1968, Хоббі Браун 1969, Люк Кейдж 1972, Блейд 1973, Сокіл 1969, Ебі Браун 1969. В DC Comics це були Мел Дункан, 1970, Зелений Ліхтар, і протеже Міс Чудо, Шило Норман 1976.

## Сили та здібності
Шторм є однією із впливових мутантів на Землі і показує безліч здібностей, більшість з яких є проявами влади над погодою. Шторм може керувати всіма формами погодних умов з різних областей земної кулі. Вона була в змозі впливати на земну екзоситему, а кілька разів і на неземну. В її здібностях і владі: викликати будь-який вид опадів, знизити або підвищити температуру, змінити вологість повітря або на молекулярному рівні знизити чи підвищити вбирання вологи, а також викликати блискавку й інші форми атмосферної електрики і повністю контролювати атмосферний тиск. Під її повним контролем знаходяться всі види метереологічних бур: торнадо, грози, снігові бурани, урагани, тумани. Вона здатна не лише викликати ці стихійні лиха, а і росіювати їх, залишаючи небо чистим.
Точний контроль над атмосферою дозволяє Шторм створювати особливі погодні ефекти. Шторм може викликати опади внизу, або на вище, ніж зріст людини, створити повітряні потоки в єдиній точці і переміщати їх у будь-якому напрямку, пропускати навколишню електрику через своє тіло, потім використовуючи енергетичні вибухи і хвилі холоду, заморожуючи предмети і людей, зібрати атмосферні забруднювачі і створити опади кислотних дощів та отруйні тумани. 
На додаток до своїх вроджених здібностей до польоту може викликати вітер достатньої сили, щоб витримати його вагу і вагу інших вітрів, що дає їй змогу подоружувати на великій висоті і швидкості. 
Можливості Шторм такі великі, що вона може підпорядкувати повітря в легенях людини. Шторм може керувати тиском у внутрішньому вусі, це може заподіяти страшний біль. Шторм також може зламувати тумани і смоги, щоб здаватися злегка прозорою, в пізніх коміксах ця здатність робить її невидимою. Шторм також вміє керувати космічними бурями і сонячним вітром, океанічними течіями, електромагнітними полями, може дихати під водою, розщеплюючи воду на кисень і водень за допомогою електролізу. Перебуваючи в космосі, Шторм може керувати міжзоряними і енергогалактичними передачами, може змінити своє сприйняття Всесвіту, щоб ловити теплові та кінетичні потоки енергії і змінювати їх на свій розсуд. 
Шторм має тісний зв'язок з погодою, пов'язаний з її емоційним станом, тому вона часто стримує свої почуття, щоб випадково не змінити погоду там, де вона знаходиться. Вплив на природу дозволив їй знайти вмираюче дерево на території інституту Ксав'є, виявити об'єкти в різних середовищах, включаючи воду, відчуваючи неправильний рух урагану в північній півкулі, і помітити порушення в енергетичних потоках між Місяцем і Сонцем, а також спотворення магнітосфери Землі. Шторм може визначити своє місце розташування, розглядаючи Землю як метеорологічну карту. 
Здібності Шторм як мутантки обмежені лише її волею та витривалістю. Правоохоронці визнали Шторм як мутанта рівня Омега.

## Марвел-зомбі
Шторм разом з Тором, Доктором Стрендж, Нічним Змієм і Колос потрапляє в лапи інфікованої Фантастичної четвірки та стає однією із зомбі. Пізніше вона нападає на замок Дума разом з іншими супергероями, а потім разом і з іншим в спорожнілому Нью-Йорку, намагається зловити Срібного серфера, по всій видимості гине після того, як семеро зомбі Генк Пім, Полковник Америка, Росомаха, Людина Павук, Галк, Залізна людина отримують його сили і спалюють інших.